# Julija Čepalovová
Julija Čepalovová (rusky Юлия Анатольевна Чепалова, Julija Anatoljevna Čepalova; * 23. prosince 1976) je bývalá ruská běžkyně na lyžích.

## Sportovní začátky
Čepalovová se narodila v Komsomolsku na Amuru v Chabarovském kraji, v rodině s evenskými předky. Otec trénoval běžce na lyžích a ona tak začala na lyžích v době, kdy se naučila chodit. Absolvovala Chabarovský institut tělesné výchovy a startovala v dresu Dynama Moskva.

## Úspěchy
Na trojích zimních olympijských hrách získala celkem šest medailí, z toho tři zlaté – v roce 1998 v Naganu zvítězila na 30 km volnou technikou, v Salt Lake City 2002 ve sprintu volnou technikou a v Turínu 2006 byla členkou vítězné ruské štafety na 4 × 5 km, dále získala stříbrnou a bronzovou medaili v Salt Lake City a stříbrnou v Turínu. Je také dvojnásobnou mistryní světa (štafeta na 4 × 5 km v Lahti 2001 a skiatlon v Oberstdorfu 2005), celkem získala na mistrovství světa v klasickém lyžování rovněž šest medailí. Ve Světovém poháru startovala mezi lety 1995 a 2009, vyhrála 18 závodů, v roce 2001 se stala celkovou vítězkou, v roce 2006 získala malý glóbus za prvenství v hodnocení distančních závodů. Sezóny 2002/03 2006/07 kvůli mateřství vynechala. S manželem Dmitrijem Ljaščenkem se jí narodila dcera Olesija (* 2003). Otcem druhé dcery Vasiliny, narozené v únoru 2007, je Vasilij Ročev.
Při Tour de Ski 2008/09 ve Val di Fiemme byla 3. ledna 2009 pozitivně testována na erythropoetin (EPO). Byla potrestána dvouletým zákazem startu. Na trestu nic nezměnila ani její žádost o přezkoumání případu Sportovním arbitrážním soudem ve švýcarském Lausanne. Bezprostředně po zveřejnění dopingového trestu oznámil její otec a trenér Anatolij Čepalov ukončení kariéry. Sám Anatolij Čepalov byl v 2010 mezi devíti trenéry potrestanými Ruskou lyžařskou federací zákazem činnosti kvůli opakovaným dopingovým prohřeškům jejich závodníků. Čepalov dostal čtyřletý distanc, z užití EPO byl usvědčen kromě jeho dcery i jeho další svěřenec Sergej Širjajev.